# Emil Makovicky
Emil Makovicky (* 18. August 1940 in Bratislava) ist ein slowakischer Mineraloge und Kristallograph, der seit 1995 Professor für Mineralogie an der Universität Kopenhagen war. Mittlerweile ist er emeritiert.

## Leben und Wirken
Makovicky studierte ab 1957 Geologie und Mineralogie an der Comenius-Universität in Bratislava und schloss sein Studium 1962 mit dem Diplom ab. Er wurde dort 1967 in Mineralogie promoviert und war Assistenzprofessor, ging aber 1967 an die McGill University in Montreal, Kanada, wo er 1970 ein zweites Mal promoviert wurde (Ph. D. in Kristallographie). Von 1970 bis 1972 arbeitete er an der Yale University in New Haven, Connecticut/USA, und ab 1972 war er als Lektor an der Universität Kopenhagen beschäftigt. 1989 wurde er dort Dozent und 1995 Professor für Mineralogie am Geologischen Institut (seit 2007 „Department of Geography and Geology“). 1991 bis 1993 war er Associate Editor des Canadian Mineralogist und seit 1997 ist er Mitherausgeber der Zeitschrift für Kristallographie.
Emil Makovicky befasste sich mit modularer Klassifikation und großmaßstäblicher Kristallchemie komplexer Sulfide, Oxide und anderer Verbindungen; mit der Kristallstrukturanalyse; mit Kristallchemie bei höheren Drücken und Temperaturen; mit der Löslichkeit von Elementen der Platingruppe und Gold in Schmelzen von Sulfiden und Arseniden; mit Sulfosalzen sowie mit Unregelmäßigkeiten in Schichtstrukturen. Er ist Erstautor (z. B. Ferdowsiit, Litochlebit und Dantopait) und Koautor (z. B. für Philrothit, Barikait, Jasrouxit, Cuproneyit, Chovanit, Cupromakopavonit, Tazieffit, Gabrielit, Catamarcait, Kudriavit, Milotait, Kupčíkit, Sicherit und Felbertalit) für zahlreiche Mineralerstbeschreibungen. Darüber hinaus hat er an der Bestimmung der Kristallstruktur für zahllose Minerale mitgearbeitet.
Außerdem arbeitete er über Symmetrien in islamischen Ornamenten. Hier fand er unter anderem Hinweise auf eine mittelalterliche Variante der Penrose-Parkettierung.
In den Jahren von 1995 bis 2002 besuchte Makovicky für Feldstudien Goldlagerstätten im Nordosten und Süden von China. Er besuchte und bearbeitete außerdem Minerallagerstätten in der Slowakei, Tschechien, Schweden, Schweiz, Österreich, Bolivien, Sibirien/Russland, den USA, Spanien und Ägypten.
Emil Makovicky ist verheiratet und Vater von zwei Kindern.

## Ehrungen
Im Jahre 1994 benannten Lubor Žák, Jiří Frýda, W. Gus Mumme und Werner H. Paar (1994) ein Kupfer-Silber-Blei-Bismut-Sulfosalz der Pavonit-Serie aus Băiţa Bihor in Rumänien zu Ehren von Emil Makovicky als Makovickyit. Makovicky ist auch Namensgeber für den von Dan Topa und Werner H. Paar aus Băiţa Bihor und aus der Scheelitlagerstätte im Felbertal in Österreich beschriebenen Cupromakovickyit.
Makovicky ist seit 1986 Fellow der Mineralogical Society of America und seit 1996 Mitglied der Königlich Dänischen Akademie der Wissenschaften. Daneben ist er Mitglied von weiteren sieben wissenschaftlichen Gesellschaften. 1997 erhielt er die „Emanuel-Boricky-Medaille“ der Karls-Universität Prag und 2006 die „Dimitrij-Andrusov-Medaille“ der Fakultät für Naturwissenschaften der Comenius-Universität. Er ist ferner Träger der „Dionýz-Štúr-Medaille“ des Slowakischen Geologischen Dienstes. 2013 erhielt er die „Carl-Hermann-Medaille“ der Deutschen Gesellschaft für Kristallographie und 2015 die Friedrich-Becke-Medaille der Österreichischen Mineralogischen Gesellschaft.

## Publikationen (Auswahl)
- 2016: Symmetry: Through the Eyes of Old Masters (De Gruyter)
- 2008: Crystallography of Modular Materials, zusammen mit Giovanni Ferraris und Stefano Merlino (Oxford : Oxford University Press 2004, 2. Auflage  2008)